# Isole Faddej
Le isole Faddej (in russo Oстровa Фаддея?; Ostrova Faddeja) sono un arcipelago coperto da tundra, ghiaia e ghiaccio. Si trova nella regione costiera del Mare di Laptev, al largo del golfo di Faddej (залив Фаддея, zaliv Faddeja) nella costa della Siberia, ad est della penisola di Taymyr. Il gruppo di isole appartiene al Tajmyrskij rajon, del Territorio di Krasnojarsk, in Russia.
Le isole principali sono:
- Faddeja-Severnyj (Северный, in italiano "settentrionale"), latitudine 76° 59' N e longitudine 108° 02' E.
- Faddeja-Vostočnyj (Восточный, in italiano "orientale"), latitudine 76° 58' N e longitudine 108° 07' E.
- Faddeja-Južnyj (Южный, in italiano "meridionale"), latitudine 76° 53' N e longitudine 107° 58' E.
- Kapitanskij, una piccola isola, situata al largo delle isole principali e più vicina alla riva, latitudine 76° 56' N e longitudine 107° 27' E.

Il mare intorno a queste isole è coperta di ghiaccio in inverno e il clima è rigido. Il mare circostante è ostruito da ghiacci anche in estate.

## Storia
Le Isole Faddej si chiamano così in onore dell'esploratore russo dell'Antartide Fabian Gottlieb von Bellingshausen (noto in russo come "Faddej Faddeevič Bellinsgauzen"). Sono state scoperte nel 1736 da un distaccamento della Seconda spedizione in Kamčatka, quello di Vasilij Vasil'evič Prončiščev (Василий Васильевич Прончищев). Alcuni reperti ritrovati sulle isole indicano una possibile esplorazione precedente, nel XVII secolo.